# Caragana leveillei
Caragana leveillei är en ärtväxtart som beskrevs av Vladimir Leontjevitj Komarov. Caragana leveillei ingår i släktet karaganer, och familjen ärtväxter. Inga underarter finns listade i Catalogue of Life.